# GALR1
GALR1 (англ. Galanin receptor 1) – білок, який кодується однойменним геном, розташованим у людей на короткому плечі 18-ї хромосоми. Довжина поліпептидного ланцюга білка становить 349 амінокислот, а молекулярна маса — 38 953.
| 10         |  | 20         |  | 30         |  | 40         |  | 50         |
| ---------- |  | ---------- |  | ---------- |  | ---------- |  | ---------- |
| MELAVGNLSE |  | GNASWPEPPA |  | PEPGPLFGIG |  | VENFVTLVVF |  | GLIFALGVLG |
| NSLVITVLAR |  | SKPGKPRSTT |  | NLFILNLSIA |  | DLAYLLFCIP |  | FQATVYALPT |
| WVLGAFICKF |  | IHYFFTVSML |  | VSIFTLAAMS |  | VDRYVAIVHS |  | RRSSSLRVSR |
| NALLGVGCIW |  | ALSIAMASPV |  | AYHQGLFHPR |  | ASNQTFCWEQ |  | WPDPRHKKAY |
| VVCTFVFGYL |  | LPLLLICFCY |  | AKVLNHLHKK |  | LKNMSKKSEA |  | SKKKTAQTVL |
| VVVVVFGISW |  | LPHHIIHLWA |  | EFGVFPLTPA |  | SFLFRITAHC |  | LAYSNSSVNP |
| IIYAFLSENF |  | RKAYKQVFKC |  | HIRKDSHLSD |  | TKESKSRIDT |  | PPSTNCTHV  |

A: Аланін

C: Цистеїн

D: Аспарагінова кислота

E: Глутамінова кислота

F: Фенілаланін

G: Гліцин

H: Гістидин

I: Ізолейцин

K: Лізин

L: Лейцин

M: Метіонін

N: Аспарагін

P: Пролін

Q: Глутамін

R: Аргінін

S: Серин

T: Треонін

V: Валін

W: Триптофан

Кодований геном білок за функціями належить до рецепторів, g-білокспряжених рецепторів, білків внутрішньоклітинного сигналінгу. 
Локалізований у клітинній мембрані, мембрані.